# Hạ Long (nguyên soái)
Hạ Long (giản thể: 贺龙; phồn thể: 賀龍; bính âm: Hè Lóng; Wade–Giles: Ho Lung) (22 tháng 3 năm 1896 – 8 tháng 6 năm 1969) là một lãnh đạo quân sự của Trung Quốc. Ông là một nguyên soái và là phó thủ tướng của Cộng hòa Nhân dân Trung Hoa
Hạ Long, tên thật là Hạ Văn Thường, tự Vân Khanh sinh năm 1896 tại Tang Thực, Hồ Nam.
Năm 1914, gia nhập Trung Hoa Cách mạng đảng của Tôn Trung Sơn.
Năm 1926, tham gia Bắc phạt với chức danh Sư trưởng..
Năm 1927, là Tổng chỉ huy quân khởi nghĩa trong cuộc khởi nghĩa Nam Xương.
Cũng trong năm 1927, Hạ Long gia nhập Đảng Cộng sản Trung Quốc.
Từ năm 1927 đến năm 1936, ông giữ chức Tổng chỉ huy Phương diện quân số 2 của Hồng quân.
Năm 1935, Hạ Long tham gia Vạn lý Trường chinh
Từ năm 1937 đến 1946 tức thời kỳ Quốc-Cộng hợp tác lần thứ hai chống Nhật, Hạ Long là Sư trưởng kiêm Chính ủy Sư đoàn 120 của Bát Lộ quân.
Năm 1942, làm Tư lệnh Liên quân Biên khu Thiểm Cam Ninh.
Năm 1945, khi Nhật đầu hàng, Hạ Long giữ các chức: Tư lệnh Quân khu Tây Bắc, Chủ tịch Ủy ban Quân quản Thành phố Tây An.
Năm 1949, khi nước Cộng hòa Nhân dân Trung Hoa thành lập, Hạ Long giữ chức Phó chủ tịch Quân ủy Trung ương, Phó thủ tướng Chính phủ, Phó chủ tịch Ủy ban Quốc phòng,
Năm 1955, được phong hàm Nguyên soái.
Năm 1956, ông trở thành Ủy viên Bộ Chính trị.
Từ năm 1959, là Phó chủ tịch thường trực Quân ủy Trung ương, Chủ nhiệm Ủy ban Công nghiệp quốc phòng. 

## Bị xử lý trong Cách mạng Văn hóa
Trong Cách mạng Văn hóa, Khang Sinh phao tin nhảm với Tổ cách mạng văn hóa Trung ương rằng: "Hạ Long tự điều động quân đội để làm "Binh biến tháng Hai xây lô cốt ở ngoại ô Bắc Kinh"... pháo đặt ở Thập Sa Hải, miệng súng nhằm đúng Trung Nam Hải... mưu hại Mao Chủ tịch".
Để đề phòng bất trắc, Chu Ân Lai đón Hạ Long đến ở phòng Tây Hoa. Ngay lập tức, Lâm Bưu hạ lệnh bắt ngay Hạ Long và lập tổ chuyên án điều tra. Hạ Long bị giam ở Tượng Tỵ Tử Câu , những thứ thuốc cần dùng mà Hạ Long đã chuẩn bị cho mình bị tịch thu, sức khỏe ông ngày một suy yếu. Được đưa tới bệnh viện nhưng không được chữa trị. Hạ Long từ trần lúc 15 giờ 4 phút ngày 9 tháng 6 năm 1969.
Ông đã được khôi phục danh dự sau khi Đặng Tiểu Bình lên nắm quyền năm 1979.